# Tushan, Chongqing
Tushan (kinesiska: 涂山) är en köping i sydvästra Kina. Den ligger i stadsdistriktet Nan'an i storstadsområdet Chongqing, omkring 4 kilometer nordost om det centrala stadsdistriktet Yuzhong. Antalet invånare är 53146. Befolkningen består av 26 958 kvinnor och 26 188 män. Barn under 15 år utgör 11,0 %, vuxna 15-64 år 80 %, och äldre över 65 år 8,0 %.